# Jesús Valenzuela
Jesús Noel Valenzuela Sáez (* 24. listopadu 1983 Portuguesa, Venezuela) je venezuelský fotbalový rozhodčí, který je od roku 2013 na seznamu mezinárodních rozhodčích FIFA.

## Kariéra
Valenzuela od roku 2011 řídí zápasy nejvyšší venezuelské fotbalové ligy Primera División. Roku 2013 ho FIFA zařadila na svůj seznam rozhodčích, díky čemuž může pískat mezinárodní utkání. Na svůj mezinárodní debut si však musel počkat téměř dva roky, a to až do února 2015, kdy pískal zápas předkola Poháru osvoboditelů 2015 mezi Atléticem Moreliou a Clubem The Strongest. V mezinárodních klubových soutěžích se ukázal ve finále Copa Sudamericana 2020 mezi argentinskými mužstvy Lanús a Defensa y Justicia (konečný výsledek 3:0) a ve finále Recopa Sudamericana 2022 (jihoamerická obdoba Superpoháru UEFA), a opět mezi týmy ze stejné země, tentokrát brazilskými Palmeiras a Athleticem Paranaense (4:2).
Svůj první reprezentační zápas řídil v březnu 2016 v kvalifikačním utkání na Mistrovství světa mezi Argentinou a Bolívií. Na olympijském turnaji v roce 2021 řídil tři zápasy včetně čtvrtfinále. V květnu 2022 ho FIFA spolu s jeho asistenty Tuliem Morenem a Jorgem Urregem zařadila na seznam 36 rozhodčích pro Mistrovství světa 2022 v Kataru.

## Zápasy na olympijských hrách 2020 a MS 2022
| Olympijské hry 2020 | Olympijské hry 2020 | Olympijské hry 2020 | Olympijské hry 2020 | Olympijské hry 2020   | Olympijské hry 2020 | Olympijské hry 2020 |
| Fáze                | Datum               | Tým 1               | skóre               | Tým 2                 | Místo               |                     |
| ------------------- | ------------------- | ------------------- | ------------------- | --------------------- | ------------------- | ------------------- |
| Skupinová fáze      | 22. července 2021   | Japonsko            | 1:0                 | Jihoafrická republika | Čófu                |                     |
| Skupinová fáze      | 25. července 2021   | Rumunsko            | 0:4                 | Jižní Korea           | Kašima              |                     |
| Čtvrtfinále         | 3. srpna 2021       | Španělsko           | 5:2 (prodl.)        | Pobřeží slonoviny     | Rifu                |                     |

| Mistrovství světa 2022 | Mistrovství světa 2022 | Mistrovství světa 2022 | Mistrovství světa 2022 | Mistrovství světa 2022 | Mistrovství světa 2022 | Mistrovství světa 2022 |
| Fáze                   | Datum                  | Tým 1                  | Skóre                  | Tým 2                  |                        |                        |
| ---------------------- | ---------------------- | ---------------------- | ---------------------- | ---------------------- | ---------------------- | ---------------------- |
| Základní skupina B     | 25. listopadu 2022     | Anglie                 | 0 : 0                  | USA                    | 0                      | 0                      |